# Villalvite
Villalvite (llamada oficialmente San Pedro de Vilalvite) es una parroquia española del municipio de Friol, en la provincia de Lugo, Galicia.

## Otras denominaciones
La parroquia también es conocida por el nombre de San Pedro de Villalvite.

## Organización territorial
La parroquia está formada por quince entidades de población, constando catorce de ellas en el nomenclátor del Instituto Nacional de Estadística español:

### Entidades de población
Entidades de población que forman parte de la parroquia:
- Bedús
- Camoiras (As Camoiras)
- Carballal
- Castrodá
- Cerracín
- Corra
- Donas (As Donas)
- Ferrerías (As Ferrerías)
- Penalonga (A Penalonga)
- Rebolo (O Rebolo)
- Retorta (A Retorta)
- Santa Marta
- Sobrado (O Sobrado)
- Vento (O Vento)

### Despoblado
Despoblado que forma parte de la parroquia:
- As Penelas

## Demografía
| Gráfica de evolución demográfica de Villalvite entre 2000 y 2019 |
|                                                                  |
| Datos según el nomenclátor publicado por el INE.                 |